# Alfred L. Werker
Alfred L. Werker född 2 december 1896 i Deadwood South Dakota död 28 juli 1975 i Orange County Kalifornien, var en amerikansk regissör och filmklippare.

## Regi i urval
- 1956 - Rebel in Town
- 1948 - He Walked by Night
- 1947 - Pirates of Monterey
- 1942 – Fula filurer
- 1941 – Den fredliga draken
- 1939 – Sherlock Holmes – professor Moriartys sista strid
- 1929 - Chasing Through Europa
- 1929 - Blue Skies